# Верх-Юсьва
Верх-Ю́сьва — село в Кудымкарском районе Пермского края. Входило в состав Ленинского сельского поселения. Располагается на правом берегу реки Юсьва южнее от города Кудымкара. Рядом с селом проходит автодорога А153. Расстояние до районного центра составляет 20 км. По данным Всероссийской переписи населения 2010 года, в селе проживало 733 человека (350 мужчин и 383 женщины).

## История
По данным на 1 июля 1963 года, в селе проживало 240 человек. Населённый пункт входил в состав Верх-Юсьвинского сельсовета.